# Miłusze
Miłusze (niem. Mylussen, 1938–1945 Milussen) – wieś w Polsce położona w województwie warmińsko-mazurskim, w powiecie ełckim, w gminie Prostki.
W latach 1975–1998 miejscowość administracyjnie należała do województwa suwalskiego.